# マグダレナ・トゥル
マグダレナ・エワ・トゥル（ポーランド語:Magdalena Ewa Tul、1980年4月29日 - ）は、ポーランドの歌手、女優である。2000年にポーランド首都・ワルシャワに移り、劇場「Studio Buffo」で歌手・女優として活動を始めた。2003年には劇場「Roma」での活動を始め、「Miss Saigon」、「Grease」、「Cats」、「Academy of Mister Kleks」などに出演している。
2004年11月、ユーロビジョン・ソング・コンテスト2005のポーランド国内選考に参加したが、9位に終わっている。2011年2月、楽曲「Jestem」でユーロビジョン・ソング・コンテスト2011のポーランド国内選考に勝ち残り、ポーランド代表となることが決まった。
2001年から芸名の「Lady Tullo」を名乗っている。

## アルバム
- V.O.H. - The Victory of Heart（2007年）